# Geneu'r Glyn
Geneu'r Glyn est une communauté du Ceredigion, au pays de Galles.

## Géographie
Elle est située dans le nord du comté, à quelques kilomètres du village côtier de Borth, et se compose du village de Llandre (en) avec les hameaux de Dôl-y-bont (en), Henllys (en), Penybont (en), Rhydypennau (en) et Taigwynion (en).

## Démographie
Au recensement de 2011, elle comptait 679 habitants.